# Afromelanichneumon afer
Afromelanichneumon afer là một loài tò vò trong họ Ichneumonidae.